# 오선녀
오선녀(1970년 ~ )은 대한민국의 가수이다.

## 경력
- 9인조 밴드 '개성시대'의 여성 리더
- '천하장사씨름' 단골 초대가수

## 음반
- 2004년 솔로 딱 걸렸어